# Ičiró Mizuki
Ičiró Mizuki (水木 一郎 – Mizuki Ičiró), vlastním jménem Tosi Hajakawa (早川 俊 夫 – Hajakawa Tosi) (7. ledna 1948 Tokio, Honšú, Japonsko – 6. prosince 2022), byl japonský zpěvák, skladatel, herec, člen skupiny JAM Project, také známý jako „Aniki“.
První samostatnou desku s názvem Kimi ni sasageru Boku no Uta vydal v roce 1968. Soundtrack alba Mazinger Z, což byl nejprodávanější album všech dob, vydal o tři roky později.
Hrál také v několika televizních seriálech, kritici si ho všimli hlavně v tokusacu Džikuu Sense Spielvan 1986. Úspěch přišel hlavně s tokusacu Voicelugger 1999.

## Diskografie

### Singly
- 1968 „Kimi ni sasageru Boku no Uta“ (君 に さ さ げ る 僕 の 歌)
- 1970 „Dare mo inai Umi“ (誰 も い な い 海)
- 1990 „Natsukashi Kutta Hero ~ I'LL Never Forget You! ~“ (懐 か し く っ て ヒ ー ロ ー ~ I'LL Never Forget You! ~)
- 1992 „Natsukashi Kutta Hero partií ~ We'LL Be Together Forever! ~“ (懐 か し く っ て ヒ ー ロ ー · partií ~ We'LL Be Together Forever! ~)
- 1994 „SEISHUN FOR YOU ~ Seishun no Uta ~“ (SEISHUN FOR YOU ~ 青春 の 詩 ~)
- 1997 „221B Senkou Single Version“ (221B 戦 記 シ ン グ ル バ ー ジ ョ ン)
- 1999 „Golden Rule ~ Kimi wa mada Maketenai! ~“ (Golden Rule ~ 君 は ま だ 負 け て な い! ~) / „Miage te goran Yoru no Hoshi wo“ (見上 げ て ご ら ん 夜 の 星 を)

### Alba
- 1989 „OTAKEBI Sanja! Hoeru Otoko Ichiro Mizuki Best“ (OTAKEBI 参 上! 吠 え る 男 水木 一郎 ベ ス ト)
- 1990 „Ichiro Mizuki OTAKEBI 2“ (水木 一郎 OTAKEBI2)
- 1990 „Ichiro Mizuki All Hits Vol.1“ (水木 一郎 大 全集 Vol.1)
- 1991 „Ichiro Mizuki All Hits Vol.2“ (水木 一郎 大 全集 Vol.2)
- 1991 „Ichiro Mizuki Ballade Collection ~ SASAYAKI ~ Vol.1“ (水木 一郎 バ ラ ー ド · コ レ ク シ ョ ン ~ SASAYAKI ~ Vol.1)
- 1991 „Ichiro Mizuki All Hits Vol.3“ (水木 一郎 大 全集 Vol.3)
- 1992 „Ichiro Mizuki All Hits Vol.4“ (水木 一郎 大 全集 Vol.4)
- 1992 „Ichiro Mizuki All Hits Vol.5“ (水木 一郎 大 全集 Vol.5)
- 1993 „Dear Friend“
- 1994 „Ichiro Mizuki no Tanoshii ASOBO Uta“ (水木 一郎 の た の し い あ そ び う た)
- 1995 „Ichiro Mizuki Best & amp; Best“ (水木 一郎 ベ ス ト & amp; ベ ス ト)
- 1997 „ROBONATION Ichiro Mizuki Super Robot Complete“ (ROBONATION 水木 一郎 ス ー パ ー ロ ボ ッ ト コ ン プ リ ー ト)
- 1998 „Neppuu Densetsu“ (熱風 伝 説)
- 1999 „Neppuu Gaiden -Romantic Master Pieces-“ (熱風 外 伝 -Romantic Master Pieces-)
- 2001 „Aniki Jishin ~ 30th Anniversary BEST ~“ (ア ニ キ 自身 ~ 30th Anniversary BEST ~)
- 2004 „Ichiro Mizuki Best of Aniking -Red Spirits-“ (水木 一郎 ベ ス ト · オ ブ · ア ニ キ ン グ – 赤 の 魂 -)
- 2004 „Ichiro Mizuki Best of Aniking -Blue Spirits-“ (水木 一郎 ベ ス ト · オ ブ · ア ニ キ ン グ – 青 の 魂 -)

## Téma písně seznam

### Anime
- Genshi Shounen Ryuu ga Yuku (原始 少年 リ ュ ウ が 行 く) (Gesha Shounen Rjú OP)
- Mazinger Z (マ ジ ン ガ ー Z) (Mazinger Z OP)
- Bokura no Mazinger Z (ぼ く ら の マ ジ ン ガ ー Z) (Mazinger Z ED)
- Babel Nise (バ ビ ル 2 世) (Babel II OP)
- Seigo no Chou Nouryoku Shounen (正義 の 超 能力 少年) (Babel II ED)
- Ore wa Great Mazinger (お れ は グ レ ー ト マ ジ ン ガ ー) (Great Mazinger OP)
- Yuusha wa Mazinger (勇者 は マ ジ ン ガ ー) (Great Mazinger ED)
- Tekkaman no Uta (テ ッ カ マ ン の 歌) (Tekkaman: The Space Knight OP)
- Space Knights no Uta (ス ペ ー ス ナ イ ツ の 歌) (Tekkaman: The Space Knight ED)
- Koutetsu Jeeg no Uta (鋼 鉄 ジ ー グ の う た) (Steel Jeeg OP)
- Hiroshi no Theme (ひ ろ し の テ ー マ) (Steel Jeeg ED)
- Combattler V no Theme (コ ン · バ ト ラ ー V の テ ー マ) (Combattler V OP)
- Yuke! Combattler V (行 け! コ ン · バ ト ラ ー V) (Combattler V ED)
- Tatakae! Gakeen (た た か え! ガ · キ ー ン) (Magne Robo Gakeen OP, s Mitsuko Horie)
- Takero to Mai no Uta (猛 と 舞 の う た) (Magne Robo Gakeen ED, s Mitsuko Horie)
- Try Attack! Mechander Robo (ト ラ イ ア タ ッ ク! メ カ ン ダ ー ロ ボ) (Mechander Robo OP)
- Sasurai no Hoshi Jimmy Orion (さ す ら い の 星 ジ ミ ー オ リ オ ン) (Mechander Robo ED)
- Hyouga Senshi Guyslugger (氷河 戦 士 ガ イ ス ラ ッ ガ ー) (Hyouga Senshi Guyslugger OP)
- Chichi wo Motomete (父 を も と め て) (Voltes V ED)
- Choujin Sentamu Baratack (超人 戦 隊 バ ラ タ ッ ク) (Baratack OP)
- Grand Prix no Taka (グ ラ ン プ リ の 鷹) (Arrow Emblem Grand Prix no Taka OP)
- Laser Blues (レ ー サ ー ブ ル ー ス) (Arrow Emblem Grand Prix no Taka ED)
- Captain Harlock (キ ャ プ テ ン ハ ー ロ ッ ク) (Captain Harlock OP)
- Warera no Tabidachi (わ れ ら の 旅 立 ち) (Captain Harlock ED)
- Lupin Sansei Ai no Theme (ル パ ン 三世 愛 の テ ー マ) (Lupin III ED)
- Tatakae! Golion (斗 え! ゴ ラ イ オ ン) (Golion OP)
- Gonin de Hitotsu (五 人 で ひ と つ) (Golion ED)
- Game Center Arashi (ゲ ー ム セ ン タ ー あ ら し) (Game Center Arashi OP)
- Mawari Himawari Hero Hero-kun (ま わ り ひ ま わ り へ ろ へ ろ く ん) (Hero Hero-kun OP)
- SOULTAKER (The SoulTaker OP, s JAM Project)
- Sang no Hitsugi (塹壕 の 棺) (Godannar ED a OP (epizoda 13), s Mitsuko Horie)
- ENGAGE !!! Godannar (ENGAGE !!! ゴ ー ダ ン ナ ー) (Godannar OP, s Mitsuko Horie)
- Stormbringer (Koutetsushin Jeeg OP, jako díl z JAM Project)

### Videohry
- Double Impact (ダ ブ ル · イ ン パ ク ト) (Ganbare Goemon ~ Neo Momoyama bakufu no Odori ~ téma píseň)
- Ara buru Damashii (荒 ぶ る 魂 + α) (Super Robot Wars Alpha image píseň)
- STEEL SOUL FOR YOU (Super Robot Wars Alpha image píseň, s Hironobu Kageyama)
- Tomo yo ~ Super Robot Wars Alpha ~ (戦 友 よ. ~ SUPER ROBOT WARS α ~) (Super Robot Wars Alpha image píseň)
- Wa ni Teki Nashi (我 ニ 敵 ナ シ) (Super Robot Wars Alpha image píseň)
- Denko Sekkat Volder (電光石火 ヴ ォ ル ダ ー) (Tatsunoko Fight téma píseň)
- Gattai! Donranger Robo (合体! ド ン レ ン ジ ャ ー ロ ボ) (Taiko no Tatsujin: Tobikkiri! Anime Special insert píseň)
- Kitto Motto Zutto (き っ と も っ と ず っ と) (Taiko no Tatsujin: Tobikkiri! Anime Special insert píseň, s Mitsuko Horie a Hironobu Kageyama)
- Hibiki! Taiko no Tatsujin (響 け! 太 鼓 の 達 人) (Taiko no Tatsujin: Tobikkiri! Anime Special insert píseň, s Mitsuko Horie a Hironobu Kageyama)

### Tokusacu
- Bokura no Barem One (ぼ く ら の バ ロ ム 1) (Barem One OP)
- Yuujou no Barem Cross (友情 の バ ロ ム · ク ロ ス) (Barem One ED)
- Arashi yo Sakebe (嵐 よ 叫 べ) (Henshin Ninja Arashi OP)
- Warera wa Ninja (わ れ ら は 忍者) (Henshin Ninja Arashi ED)
- Hakaider no Uta (ハ カ イ ダ ー の 歌) (Android Kikaider insert píseň)
- Saburo no Theme (三郎 の テ ー マ) (Android Kikaider insert píseň)
- Shounen Kamen Rider Tai no Uta (少年 仮 面 ラ イ ダ ー 隊 の 歌) (Kamen Rider V3 ED1)
- Robot Keiji (ロ ボ ッ ト 刑事) (Robot Keiji OP)
- Susume Robot Keiji (進 め ロ ボ ッ ト 刑事) (Robot Keiji ED)
- Shiro Shishi Kamen no Uta (白 獅子 仮 面 の 歌) (Shiro Shishi Kamen OP)
- Chest! Chest! Inazuman (チ ェ ス ト! チ ェ ス ト! イ ナ ズ マ ン) (Inazuman ED)
- Setup! Kamen Rider X (セ タ ッ プ! 仮 面 ラ イ ダ ー X) (Kamen Rider X OP)
- Ore wa X Kaizorg (お れ は X カ イ ゾ ー グ) (Kamen Rider X ED)
- Inazuman Action (イ ナ ズ マ ン · ア ク シ ョ ン) (Inazuman F ED)
- Ganbare Robocon (が ん ば れ ロ ボ コ ン) (Ganbare !! Robocon OP1)
- OiRA Robocon Robot dai! (お い ら ロ ボ コ ン ロ ボ ッ ト だ い!) (Ganbare !! Robocon OP2)
- OiRA Robocon sekané Ichi (お い ら ロ ボ コ ン 世界 一) (Ganbare !! Robocon ED1)
- Robocon Ondo (ロ ボ コ ン 音 頭) (Ganbare !! Robocon ED2)
- Hashire !! Robcon Undoukai (走 れ !! ロ ボ コ ン 運動会) (Ganbare !! Robocon ED3)
- Robocon Gattsuracon (ロ ボ コ ン ガ ッ ツ ラ コ ン) (Ganbare !! Robocon ED4)
- Bouken Rockbat (冒 険 ロ ッ ク バ ッ ト) (Bouken Rockbat OP)
- Tetsu no Prince Blazer (鉄 の プ リ ン ス · ブ レ イ ザ ー) (Bouken Rockbat ED)
- Kamen Rider Stronger no Uta (仮 面 ラ イ ダ ー ス ト ロ ン ガ ー の う た) (Kamen Rider Stronger OP)
- Kyou mo Tatakau Stronger (き ょ う も た た か う ス ト ロ ン ガ ー) (Kamen Rider Stronger ED2, s Mitsuko Horie)
- Stronger Action (ス ト ロ ン ガ ー ア ク シ ョ ン) (Kamen Rider Stronger ED3, s Mitsuko Horie)
- Yukuzo! BD7 (行 く ぞ! BD7) (Shounen Tantee Dan OP)
- Shounen Tantee Dan no Uta (少年 探 偵 団 の う た) (Shounen Tantee Dan ED)
- Shouri da! Akumaizer 3 (勝利 だ! ア ク マ イ ザ ー 3) (Akumaizer 3 OP)
- Susume Zaiderbeck (す す め ザ イ ダ ベ ッ ク) (Akumaizer 3 ED)
- Kagayaku Taiyo Kagestar (輝 く 太陽 カ ゲ ス タ ー) (The Kagestar OP)
- Star! Star! Kagestar (ス タ ー! ス タ ー! カ ゲ ス タ ー) (The Kagestar ED)
- Tatakae! Ninja Captor (斗 え! 忍者 キ ャ プ タ ー) (Ninja Captor OP, s Mitsuko Horie)
- Oozora no Captor (大 空 の キ ャ プ タ ー) (Ninja Captor ED, s Mitsuko Horie)
- Jigoku no zubu (地獄 の ズ バ ッ ト) (Kaiketsu zubu OP)
- Otoko wa Hitori Michi wo Yuku (男 は ひ と り 道 を ゆ く) (Kaiketsu zubu ED)
- Oh !! Daitetsujin One Seven (オ ー !! 大 鉄 人 ワ ン セ ブ ン) (Daitetsujin 17 OP)
- One Seven Sanka (ワ ン セ ブ ン 讃 歌) (Daitetsujin 17 ED)
- Kyouryuu Sentamu Koseidon (恐 竜 戦 隊 コ セ イ ド ン) (Kyouryuu Sentamu Koseidon OP)
- Koseidon March (コ セ イ ド ン マ ー チ) (Kyouryuu Sentamu Koseidon ED)
- Battle Fever Sanka (バ ト ル フ ィ ー バ ー 讃 歌) (Battle Fever J insert píseň)
- Battle Fever Dai Shutsugeki (バ ト ル フ ィ ー バ ー 大 出 撃) (Battle Fever J insert píseň)
- Yuke! Yuke! Megaloman (行 け! 行 け! メ ガ ロ マ ン) (Megaloman OP)
- Waga Kokoro no Rozetta Hoshi (我 が 心 の ロ ゼ ッ タ 星) (megaloman ED)
- Moer! Kamen Rider (燃 え ろ! 仮 面 ラ イ ダ ー) (Kamen Rider (Skyrider) OP1)
- Otoko no Na wa Kamen Rider (男 の 名 は 仮 面 ラ イ ダ ー) (Kamen Rider (Skyrider) OP2)
- Haruka naru Ai ni Kakete (は る か な る 愛 に か け て) (Kamen Rider (Skyrider) ED1)
- Kagayake! 8-Nin Rider (輝 け! 8 人 ラ イ ダ ー) (Kamen Rider (Skyrider) ED2)
- Junior Rider Tai no Uta (ジ ュ ニ ア ラ イ ダ ー 隊 の 歌) (Kamen Rider Super 1 ED2)
- Ashita ga Arus (あ し た が あ る さ) (Taiyo Sentamu Sun Vulcan insert píseň)
- Umi ga Yondeiru (海 が 呼 ん で い る) (Taiyo Sentamu Sun Vulcan insert píseň)
- Kagayake! Sun Vulcan (輝 け! サ ン バ ル カ ン) (Taiyo Sentamu Sun Vulcan insert píseň)
- Kimi wa Panther (君 は パ ン サ ー) (Taiyo Sentamu Sun Vulcan insert píseň)
- Taiyo March (太陽 マ ー チ) (Taiyo Sentamu Sun Vulcan insert píseň)
- Andro Melos (ア ン ド ロ メ ロ ス) (Andro Melos OP)
- Kaette Koiyo Andro Melos (帰 っ て こ い よ ア ン ド ロ メ ロ ス) (Andro Melos ED)
- Jiku Senshi Spielvan (時空 戦 士 ス ピ ル バ ン) (jiku Senshi Spielvan OP)
- Kimi on Nakama da Spielvan (君 の 仲 間 だ ス ピ ル バ ン) (jiku Senshi Spielvan ED1)
- Kesshou da! Spielvan (結晶 だ! ス ピ ル バ ン) (jiku Senshi Spielvan ED2)
- Time Limit (タ イ ム リ ミ ッ ト) (Choujinki Metalder ED)
- EIEN no Tameni Kimi no Tameni (永遠 の た め に 君 の た め に) (Kamen Rider BLACK RX insert píseň)
- Just Gigastreamer (ジ ャ ス ト · ギ ガ ス ト リ ー マ ー) (Tokkei Winspector insert píseň)
- Yuusha Winspector (勇者 ウ イ ン ス ペ ク タ ー) (Tokkei Winspector insert píseň)
- Yumě mo Hitotsu no Nakama-Tachi (夢 も ひ と つ の 仲 間 た ち) (Tokkei Winspector insert píseň)
- Hoero! Voicelugger (ほ え ろ! ボ イ ス ラ ッ ガ ー) (Voicelugger OP)
- Samba de Gaoren (サ ン バ de ガ オ レ ン) (Hyakujuu Sentamu Gaoranger insert píseň)
- Hyakujuu Gattai! Gaoking (百 獣 合体! ガ オ キ ン グ) (Hyakujuu Sentamu Gaoranger insert píseň)
- Tao (道) (Juuken Sentamu Gekiranger ED)

## Role
Anime
- Koraru no tanken – Rat Hector
- Space Carrier Blue Noah – Gruppenkommandeur
- Dangaioh (OVA) – Yoldo
- Happy Lucky Bikkuriman – La ☆ Keen

Tokusacu
- Jiku Senshi Spielvan – Dr. Ben
- Voicelugger – Voicelugger Gold
- Chou Ninja Tai Inazuma !! SPARK – Shouryuusai Mizuki

Videohra
- Super Robot Wars Alpha 3 – Keisar Ephesia